# Industri AB Ölandssten
Industri AB Ölandssten var ett stenindustriföretag i Sandvik på Öland.
John R. Mikaelsson från Kalmar köpte 1944 Ernst Karlssons Stenhuggeri i Sandvik på offentlig auktion, efter det att Ernst Karlsson avlidit, och bildade Industri AB Ölandssten. Till verkställande utsågs Göte Mikaelsson, som var kvar på denna post till sin pensionering 1977. Huvudkontoret låg i Kalmar. Investeringar gjordes därefter bland annat i ett nytt såghus  av sten, med fem ramsågar av typ "Westergren". Utskeppning av produkter skedde vid denna tid från hamnen i Sandvik. 
År 1955 hade företaget 65 anställda i bergbrott och fabrik och en omsättning på omkring 1,1 miljon kronor. Företaget köptes 1977 av Rolf Sjöström från Åketorp på Öland. År 1985 ersattes tidigare sandsågar av en stor diamantsåg, och 1987 såldes företaget till Optimus AB. År 1982 köpes det av AP Stengruppen. 
Stenbrytning och förädling i Sandvik bedrivs fortfarande (2017), efter 2003 under namnet AP Stens Byggsten, och från 2005 under Naturstenskompaniet, ett dotterföretag till AP Sten. 